# Diaea septempunctata
Diaea septempunctata es una especie de araña cangrejo del género Diaea, familia Thomisidae. Fue descrita científicamente por L. Koch en 1874.

## Distribución
Esta especie se encuentra en Nueva Guinea y Tonga.